# Римска некропола (Коловрат)
Римска некропола је археолошки локалитет који се налази у месту Коловрат, општина Пријепоље на ушћу Сељашнице у Лим. Период градње је крај 2. века или почетак 3. века. Припада категорији споменика културе од великог значаја, уписан у централни регистар 1983. године. Локални регистар води Завод за заштиту споменика културе Краљево.
Систематска археолошка ископавања вршена су између 1977. и 1985. године. На некрополи је отркивено око 200 гробова, са плитким гробним јамама без или са врло мало прилога, гробова са каменим сандуком за пепео или урнама са богатим прилозима и монументалних надземних гробница типа »«. Претпоставља се да је ово била некропола муниципијума из 2. или 3 века, који се налазио недалеко поред рудника олова и сребра у Чадињу.
Од покретних налаза карактеристична је керамика локалне производње. Епиграфски споменици су под утицајем домородачке традиције што доказују облици, орнаменти и ономастички материјал. Слични култови, имена и типови гробова били су присутни у насељу у Коминима.